# Maia Csiburdanidze
Maia Csiburdanidze (grúzul: მაია ჩიბურდანიძე) oroszul: Ма́йя Григо́рьевна Чибурдани́дзе, neve a szakirodalomban előfordul Maja Csiburdanidze, Maia Chiburdanidze vagy Maya Chiburdanidze alakban is), (Kutaiszi, 1961. január 17. –) szovjet, grúz női sakkozó, a hetedik női sakkvilágbajnok (1978–1991), kilencszeres sakkolimpia bajnok csapatban, ötszörös egyéni sakkolimpiai aranyérmes, a Szovjetunió női sakkbajnoka, a női Sakk-Oscar-díj négyszeres kitüntetettje.
Nemzetközi nagymester 1984-től, női nemzetközi nagymester 1977-től. 2012. július óta nem vesz részt a nemzetközi Sakkszövetség által nyilvántartott versenyeken.
2014-ben beválasztották a World Chess Hall of Fame (Sakkhírességek Csarnoka) tagjai közé.

## Élete és családja
Többgyermekes családból származik. Apja Grigorij Csiburdanidze. Különleges képessége korán megmutatkozott. Hároméves korában már tudott olvasni, ötévesen már háromjegyű számokkal számolt. Bátyja tanította meg sakkozni, akit hamarosan rendszeresen legyőzött. Az iskolákban is a legjobb tanuló volt. Elvégezte a Tbiliszi Orvosi Egyetemet, és gyakorló orvosként praktizált is.

## Sakkpályafutása
Nyolcéves korában kezdett el sakkozni. 1970-ben külön engedéllyel indult egy 11 éven felüliek részére indított sakkversenyen, amit megnyert. A Kutaiszi Úttörőpalotában Mihail Sisov volt az első edzője, később Eduard Gufeld nagymester foglalkozott vele. 1971-ben Grúzia lánybajnoka lett. 12 évesen beválogatták a szovjet felnőtt válogatott Jugoszlávia elleni csapatmérkőzésére, amelyen Wlasta Kalchbrenner nemzetközi mestert 4–0 arányban győzte le. Borisz Ivkov jugoszláv nemzetközi nagymester a női Bobby Fischernek nevezte. Első nagy nemzetközi versenyén 1974-ben, 13 éves korában vett részt Brassóban, amit megnyert. 1975-ben Tbilisziben is nyert egy erős versenyt. 15 éves korában megnyerte a Szovjetunió lány bajnokságát, egy évvel később a felnőtt bajnokságot is. Mint szovjet női bajnok indulhatott 1976-ban a világbajnokjelöltségért folyó küzdelmekben.
1978-ban, 17 éves korában a világbajnoki döntőben legyőzte a már 16 éve címvédő Nona Gaprindasvilit, ezzel ő lett a női sakkozás legfiatalabb világbajnoka. A címet 1991-ig négy világbajnoki cikluson keresztül sikerrel védte meg, olyan erős női nagymesterekkel szemben, mint Alekszandria (1981), Levityina (1984), Ahmilovszkaja (1986) és Ioszeliani (1989). A világbajnoki címtől 1991-ben a kínai Hszie Csün fosztotta meg.
1995-ben a der Spiegel nyomán elterjedt a hír, hogy egy időre abbahagyja a sakkozást, és kolostorba vonul, ezt azonban ő maga hamar cáfolta, és tervei között a világbajnoki cím visszaszerzését említette. Ez a terve a kínai sakkozónők és Polgár Zsuzsa színrelépése miatt nem sikerült, de még hosszú évekig a női sakkozók élvonalába tartozott. Jelenleg inaktív, utolsó FIDE által figyelembe vett játszmáját 2012. júliusban játszotta.
Nagyszámú versenyen indult, főleg férfimezőnyben, és több kiemelkedő eredményt ért el. Csapatban kilenc olimpiai bajnoki címet szerzett, ebből ötöt a szovjet, négyet a grúz válogatott színeiben.
1977-ben lett női nemzetközi nagymester, 1978-ban a női világbajnoki címhez a Nemzetközi Sakkszövetség a nemzetközi mesteri címet adományozta neki. 1984-ben kapta meg a nemzetközi nagymester fokozatot.

## Szereplései a világbajnokságokon
Az 1976–1978-as világbajnoki ciklusban a 15 évesen továbbjutott a Tbilisziben rendezett zónaközi döntőből a kieséses rendszerű világbajnokjelölti párosmérkőzéses szakaszba, ahol a két zónaközi döntő első három-három helyezettje, kiegészülve az előző világbajnoki ciklus két döntősével, küzdöttek a világbajnok kihívásának jogáért. Ezt a lehetőséget Csiburdanidze szerezte meg, így 1978-ban Tbilisziben ő mérkőzhetett meg a világbajnoki címet védő Nona Gaprindasvilivel. A világbajnoki döntőt az akkor 17 éves Csiburdanidze nyerte 8,5–6,5 (+4=9-2) arányban, ezzel ő lett a női sakkozás hetedik világbajnoka.
Az 1979–1981-es világbajnoki ciklusban két zónaközi döntőt rendeztek, amelyekből hét versenyző, kiegészülve Nona Gaprindasvilivel, az előző világbajnokkal, kieséses rendszerben küzdött meg a világbajnok kihívásának jogáért. A versenysorozatból Nana Alekszandria került ki győztesen, miután a világbajnokjelölti versenysorozat döntő párosmérkőzésén győzött Nana Ioszeliani ellen. A világbajnoki döntőre 1981-ben Borzsomiban és Tbilisziben került sor, amely 8–8 arányú döntetlen eredménnyel ért véget. A döntetlen eredménnyel a szabályok szerint a világbajnok megvédte címét.
Az 1982–1984-es világbajnoki ciklusban is két zónaközi döntőt rendeztek, amelyekből hat versenyző, kiegészülve az előző világbajnoki ciklus két döntősével kieséses rendszerben küzdött meg a világbajnok kihívásának jogáért. A versenysorozatból Irina Levityina került ki győztesen, miután előbb az exvilágbajnok Nona Gaprindasvilit, majd az előző ciklus kihívóját Nana Alekszandriát, végül Ligyija Szemjonovát is legyőzte. A világbajnoki döntőre 1984-ben Volgográdban került sor, amelyen Csiburdanidze meggyőző fölénnyel 8,5–5,5 arányban nyert, így ismét megvédte világbajnoki címét.
Az 1985–1986-os világbajnoki ciklusban a két zónaközi döntő első három-három helyezettje, valamint az előző világbajnoki versenysorozat két döntőse kétfordulós körmérkőzéses versenyen döntötte el, hogy kit illessen meg a világbajnok kihívásának joga. A versenyt Jelena Ahmilovszkaja nyerte, így ő küzdhetett meg 1986-ban Szófiában Csiburdanidzével a világbajnoki címért. A 16 játszmásra tervezett párosmérkőzés a 14. játszmával véget ért, mivel a világbajnok Csiburdanidze 8,5–5,5 arányban ismét, immár harmadszor megvédte címét.
Az 1987–1988-as világbajnoki ciklusban a két zónaközi döntő első három-három helyezettje, valamint az előző világbajnoki versenysorozat két döntőse kétfordulós körmérkőzéses versenyen mérkőzött a világbajnok kihívásának jogáért. A versenyt Nana Ioszeliani nyerte. A világbajnoki döntő párosmérkőzésre 1988-ban Grúziában, Telavi városában került sor, amelyen a világbajnok Csiburdanidze megyedszer is megvédte címét, mivel szoros küzdelemben, 8,5–7,5 győzött.
Az 1989–1991-es világbajnoki ciklusban a két zónaközi döntő első három-három helyezettje, valamint az előző világbajnoki versenysorozat két döntőse körmérkőzéses versenyen mérkőzött a világbajnok kihívásának jogáért. A versenyen a kínai Hszie Csün és a jugoszláv Alisa Marić holtversenyben végzett az élen, ezért köztük párosmérkőzés döntött, hogy kit illessen a kihívás joga. A párosmérkőzést a kínai Hszie Csün nyerte, így ő mérkőzhetett meg Csiburdanidzével. A világbajnoki döntő párosmérkőzésre 1991-ben Manilában került sor, amelyen Hszie Csün 8,5–6,5 (+4=9-2) arányban győzött, ezzel 13 év után elhódította Csiburdanidzétől a világbajnoki címet.
Az 1991–1993-as világbajnoki ciklusban a két zónaközi döntő első három-három helyezettje kiegészült az exvilágbajnok Csiburdanidzével, valamint az előző ciklus világbajnokjelölti versenyének döntősével Alisa Marić-csal. A Nemzetközi Sakkszövetség döntése értelmében a világbajnokjelölti versenyen részt vehetett Polgár Zsuzsa is, aki az előző évben – elsőként a sakk történetében – a férfiakkal azonos körülmények között versenyen megszerezte a nemzetközi nagymesteri címet. A kilencfős mezőny kétfordulós körmérkőzésen döntötte el a két első hely sorsát, amelyen Polgár Zsuzsa 3 pont előnnyel végzett az élen, őt Nana Ioszeliani követte, Csiburdanidze vele azonos pontszámmal a 3. helyet szerezte meg.
Az 1994–1996-os világbajnoki ciklusban újításként nem zónaközi döntőket rendeztek, hanem egy svájci rendszerben lebonyolított verseny eredménye alapján dőlt el a világbajnokjelöltek versenyére való továbbjutás sorsa. A svájci rendszerű verseny első hét helyezettje, kiegészülve az előző világbajnoki ciklus két döntősével Polgár Zsuzsával és Nana Ioszelianival küzdhetett meg a világbajnok kihívásának jogáért. Csiburdanidze 3. helyezettként jutott be a világbajnokjelöltek versenyébe, amelyen Polgár Zsuzsával holtversenyben az élen végzett. Köztük párosmérkőzés döntötte el, kit illessen a világbajnok kihívásának joga. A párosmérkőzést Polgár Zsuzsa nagy fölénnyel 5,5–1,5 arányban nyerte, így először a sakk történetében magyar versenyző küzdhetett meg a női világbajnoki címért, amit el is hódított kínai ellenfelétől.
Az 1997–1999-es világbajnoki ciklusban a svájci rendszerű zónaközi döntőből a hét első helyezett, kiegészülve az exvilágbajnok Hszie Csünnel, valamint az előző világbajnokjelölti verseny második és harmadik helyezettjével, Csiburdanidzével és Pia Cramlinggal, küzdött a kihívás jogáért. A tíz versenyző kétfordulós körmérkőzésen mérte össze erejét. A verseny első két helyezettje párosmérkőzésen döntötte el a világbajnok kihívásának jogát. Csiburdanidze holtversenyben a 3–4. helyen végzett.
A 2000-es világbajnokságon az Élő-pontszám szerinti első 64 versenyzőt hívták meg, hogy kieséses rendszerben döntsenek a világbajnok kihívásának jogáért. A versenyen végül 61-en indultak el. Csiburdanidze az első fordulóban erőnyerő volt, a második körben 1,5–0,5 arányban vereséget szenvedett a román Corina Peptantól.
A 2001-es világbajnokságot az előző évihez hasonlóan az Élő-pontszám szerinti első 64 versenyző részvételével kieséses rendszerben rendezték meg. Csiburdanidze az 1. körben Asma Houli, a 2. fordulóban Elena Sedina, a 3. fordulóban Dagne Ciuksyte, a negyedikben Peng Csao-csin ellen győzött, majd az elődöntőben vereséget szenvedett a később világbajnoki címet megszerző Csu Csentől.
A 2004-es világbajnokságon a világ 64 legjobb versenyzője részvételével megrendezett kieséses rendszerű világbajnokságon ismét az elődöntőbe jutott. Az első fordulóban Farida Arouche, a másodikban Marie Sebag, a harmadikban Jana Jacková, a negyedikben a korábban Alekszandra Kosztyenyukot és Pia Cramlingot is kiverő Viktorija Čmilytė ellen győzött, majd a legjobb négy között a később világbajnoki címet szerző Antoaneta Sztefanova ellen szenvedett vereséget.
A 2006-os világbajnokságon a legjobb nyolc közé jutott, miután a világ 64 legjobb versenyzője részvételével megrendezett kieséses rendszerű világbajnokságon az első fordulóban Ingris Rivera, a másodikban Ketevan Arakhamia-Grant, a harmadikban Csü Ven-csün ellen győzött, majd a négy közé jutásért folyó mérkőzésen kikapott az Alekszandra Kosztyenyukot ezúttal is kiverő Viktorija Čmilytėtől.
A 2008-as női sakkvilágbajnokságot a dél-kaukázusi Nalcsik városában rendezték. A dél-oszétiai háború miatti tiltakozásként a világbajnokságra kvalifikációt nyert hat grúz versenyző, köztük az exvilágbajnok Csiburdanidze nyílt levélben fordult a szervezőkhöz, hogy a háborús veszély miatt változtassák meg a helyszínt. Kirszan Iljumzsinov a Nemzetközi Sakkszövetség (FIDE) elnöke a kérést elutasította. Válaszul a Grúz Sakkszövetség nyílt levélben ismertetve azt, hogy országában az orosz hadsereg behatolása miatt hadiállapot van, és nem látják biztosítottnak orosz területen versenyzőik épségét, ezért a világbajnokságra kvalifikációt nyert grúz versenyzők, köztük Maia Csiburdanidze exvilágbajnok nem vesznek részt a világbajnoki küzdelmekben. Biztonsági vagy politikai okokból velük együtt 11 versenyző lépett vissza a küzdelmektől, köztük orosz, amerikai, francia, holland és perui sakkozónők.
A 2010-es világbajnokságon a 64 versenyző között kieséses rendszerben folyó küzdelmek során Csiburdanidze az első fordulóban legyőzte az indiai Meenakshi Subbaramant, majd a második fordulóban vereséget szenvedett a kínai Csao Hszüetől.
A 2011-es világbajnokságot új rendszerben rendezték meg: a 2009–2010-es Grand Prix sorozat győztese mérkőzhetett meg a regnáló világbajnokkal. Csiburdanidze az összesítésben a 12. helyen végzett.
A 2012-es világbajnokságon már nem vett részt az aktív versenyzéstől időközben visszavonuló Csiburdanidze.

## Szereplései a sakkolimpiákon
1978 és 2008 között 15 sakkolimpián vett részt, amelyeken csapatban 9 arany-, 3 ezüst- és 1 bronz-, egyéniben 5 arany-, 2 ezüst- és 6 bronzérmet szerzett, összesen 26-ot, ezzel a legtöbb érmet szerezte a sakkolimpiák történetében. Ezt a teljesítményét csak Nona Gaprindasvili közelíti meg, aki 25 érmet szerzett az olimpiákon. 1978–1990 között a Szovjetunió színeiben, 1992–2008 között Grúzia képviseletében játszott.
| Év                    | Olimpia             | Helyszín                         | Tábla | Győzelem | Vereség | Döntetlen | %    | Helyezés egyéni       | Helyezés csapat |
| Szovjetunió színeiben |                     |                                  |       |          |         |           |      |                       |                 |
| 1978                  | 8. női sakkolimpia  | Buenos Aires ( Argentína)        | 1.    | 7        | 0       | 4         | 81,8 | Aranyérem             | Aranyérem       |
| 1980                  | 9. női sakkolimpia  | La Valletta ( Málta)             | 1.    | 10       | 0       | 3         | 88,5 | Aranyérem             | Aranyérem       |
| 1982                  | 10. női sakkolimpia | Luzern ( Svájc)                  | 1.    | 6        | 0       | 6         | 75   | Bronzérem             | Aranyérem       |
| 1984                  | 11. női sakkolimpia | Szaloniki ( Görögország)         | 1.    | 4        | 0       | 7         | 68,2 | 6.                    | Aranyérem       |
| 1986                  | 12. női sakkolimpia | Dubaj ( Egyesült Arab Emírségek) | 1.    | 6        | 0       | 4         | 80   | Bronzérem · Ezüstérem | Aranyérem       |
| 1988                  | 13. női sakkolimpia | Szaloniki ( Görögország)         | 1.    | 4        | 0       | 6         | 70   | 5.                    | Ezüstérem       |
| 1990                  | 14. női sakkolimpia | Újvidék ( Jugoszlávia)           | 1.    | 4        | 1       | 4         | 66,7 | 7.                    | Ezüstérem       |
| Grúzia színeiben      |                     |                                  |       |          |         |           |      |                       |                 |
| 1992                  | 15. női sakkolimpia | Manila ( Fülöp-szigetek)         | 1.    | 10       | 0       | 3         | 88,5 | Aranyérem · Aranyérem | Aranyérem       |
| 1994                  | 16. női sakkolimpia | Moszkva ( Oroszország)           | 1.    | 7        | 1       | 3         | 77,3 | Bronzérem             | Aranyérem       |
| 1996                  | 17. női sakkolimpia | Jereván ( Örményország)          | 1.    | 5        | 0       | 7         | 70,8 | 5.                    | Aranyérem       |
| 1998                  | 18. női sakkolimpia | Eliszta ( Oroszország)           | 1.    | 7        | 0       | 5         | 79,2 | Bronzérem · Ezüstérem | Bronzérem       |
| 2000                  | 19. női sakkolimpia | Isztambul ( Törökország)         | 1.    | 3        | 2       | 5         | 55   | 25.                   | Ezüstérem       |
| 2002                  | 20. női sakkolimpia | Bled ( Szlovénia)                | 1.    | 5        | 0       | 6         | 72,7 | Bronzérem · Bronzérem | 4.              |
| 2004                  | 21. női sakkolimpia | Calvià ( Spanyolország)          | 1.    | 5        | 1       | 7         | 65,4 | 12.                   | 4.              |
| 2008                  | 23. női sakkolimpia | Drezda ( Németország)            | 1.    | 6        | 0       | 3         | 83,3 | Aranyérem             | Aranyérem       |

## További csapateredményei
2007-ben és 2009-ben tagja volt Grúzia válogatottjának a női sakkcsapat világbajnokságon, ahol a csapat mindkét versenyen a 4. helyet szerezte meg, egyéniben 2009-ben ezüstérmet szerzett.
1997-ben, 2005-ben és 2007-ben szerepelt a grúz válogatottban a női sakkcsapat Európa-bajnokságon. 1997-ben a grúz csapat 1. helyen végzett, Csiburdanidze emellett egyéniben két aranyérmet is szerzett. 2005-ben a csapat 2. lett, egyéniben egy arany és egy ezüstérmet szerzett.
A Női Bajnokcsapatok Európa Kupájában hat alkalommal szerepelt, ezek közül legjobb eredménye a Merani Tbiliszi csapatával 1996-ban, valamint a MIKA Yerevan csapatával 2006-ban elért 1. helyezés – ez utóbbi alkalommal egyéni eredménye is a legjobb volt a mezőnyben. Ezen kívül 2007-ben a MIKA Yerevan csapatával, valamint 2009-ben a Samaia Tbilisi csapatával bronzérmet szerzett.
A Szovjetunió csapatbajnokságában Grúzia válogatottja női játékosaként 1979-ben egyénileg a mezőny legjobb eredményét érte el, 1981-ben a csapat is és ő is bronzérmet szerzett, míg 1983-ban a csapat ezüstéremmel zárta a szereplést.
A Szovjet Kupában a Dinamo csapatában 1976-ban (15 évesen) a mezőnyben a 3. legjobb eredményt érte el, 1980-ban a mezőnyben a legeredméyesebb volt, míg 1982-ben a 2. legjobb eredmény volt az övé.
1998-ban a legjobb egyéni eredményt érte el a „Nők a veteránok ellen” csapatmérkőzésen (Cancan Tournament, Roquebrune, France), amelyen a veteránok csapatában olyan neves játékosok szerepeltek, mint Viktor Korcsnoj, Borisz Szpasszkij, Portisch Lajos és Vlastimil Hort.

## Kiemelkedő versenyeredményei
Több száz versenyen vett részt, különösen előnyben részesítette a férfiak részvételével zajló versenyeket. Az 1980-as 90-es években ezeken számos jelentős sikert ért el:
- 1–3. helyezés, Barcelona (1979)
- 1. helyezés, Új-Delhi (1984)
- 1. helyezés, Banja Luka (1985)
- 3–4. helyezés, Bilbao (1987)
- 2. helyezés, Brüsszel (1987)
- 1. helyezés, Belgrád (1992)
- 1. helyezés, Bécs (1993)
- 1. helyezés, Lippstadt (1995)

## Megjelent művei
- Играю против мужчин ('Férfiak ellen játszom', 1984)
- Олимпиада–90: избранные партии ('Olimpia '90. Válogatott játszmák', 1991)

## Díjai és kitüntetései
- A Szovjetunió Kiváló Sportolója („Zaszluzsennij maszter szporta”) (1978)
- Négy Sakk-Oscar-díj (1984–1987)
- A Munka Vörös Zászló Érdemrendje (1985)

## Emlékezetes játszmái
- Maia Chiburdanidze vs Vladimir P Malaniuk, Odessa, 1982. 1–0
- Lajos Portisch vs Maia Chiburdanidze Cancan Veterans-Women, 1998. 0–1
- Alexandra Kosteniuk vs Maia Chiburdanidze Womens Olympiad 2008. 0–1
- Maia Chiburdanidze vs Mehrshad Sharif, Lippstadt, 1995. 1–0

## Emlékezete
- Tbilisziben hagyományosan női nagymesterversenyt rendeznek a tiszteletére Maia Chiburdanidze Cup néven.[55][56]